# پرومتئوس (درخت)

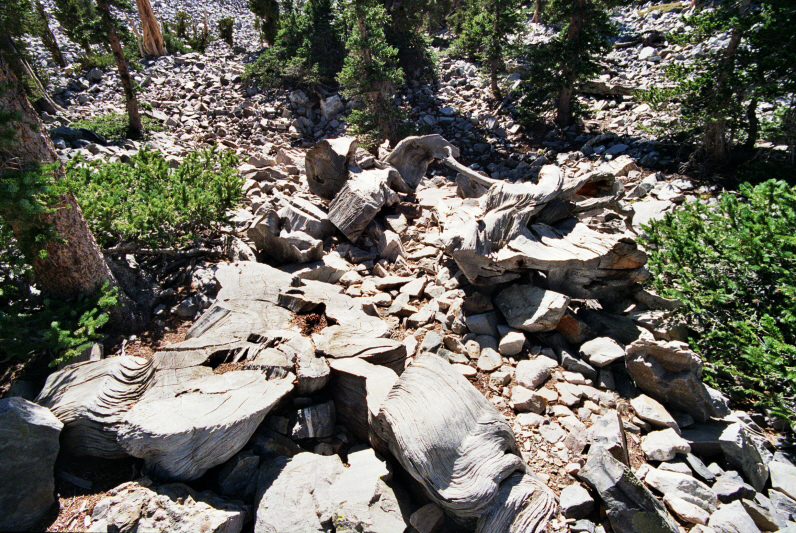

پرومتئوس (انگلیسی: Prometheus) قدیمی‌ترین ارگانیسم غیرکلونال شناخته شده، درخت کاج زبرمیوه غربی (Pinus longaeva) بود که در قله ویلر در شرق نوادا، ایالات متحده رشد می‌کرد. این درخت که حداقل ۴۸۶۲ سال سن و احتمالاً بیش از ۵۰۰۰ سال داشت، در سال ۱۹۶۴ توسط یک دانشجوی فارغ‌التحصیل و پرسنل خدمات جنگلداری ایالات متحده برای اهداف تحقیقاتی قطع شد. دست‌اندرکاران قبل از برش از رکورد جهانی آن اطلاعی نداشتند و شرایط و روند تصمیم‌گیری همچنان بحث‌برانگیز است.
نام این درخت به شخصیت اساطیری پرومتئوس اشاره دارد که آتش را از خدایان ربود و به انسان داد. نام WPN-114 توسط محقق اصلی، دونالد راسک کری، داده شد و به این معنی است که این درخت صد و چهاردهمین درختی بود که او در تحقیقاتش در شهرستان وایت پاین نوادا نمونه برداری کردند.